# Садо-Мару
Садо-Мару (Sado Maru) — транспортне судно, яке під час Другої світової війни взяло участь у операціях японських збройних сил у Малаї та на Соломонових островах.

## Передвоєнна історія
Судно спорудили в 1939 році на верфі Mitsubishi Dockyard & Engineering Works у Нагасакі на замовлення компанії Nippon Yusen Kaisha, яка призначила його для використання на лініях до Європи та Нью-Йорку. У першому випадку Садо-Мару відвідувало японські порти Кобе, Нагоя, Осака та Моджі, після чого прямувало через Шанхай, Кірун (наразі Цзілун на Тайвані), Гонконг, Сінгапур, Пенанг, Коломбо, Аден, Порт-Саїд, Неаполь, Марсель, Гібралтар до Лондона, а на зворотному шляху відвідувало також Антверпен та Мідлсбро. На рейсах до Америки судно спершу здійснювало рейс до Філіппін, Гонконгу, Цзілуну, Шанхаю, Таку (наразі Тяньцзінь), Осаки, Кобе, Йокогами, після чого прямувало через Лос-Анджелес та Панамський канал до Нью-Йорку, а на зворотному шляху також відвідувало Бостон, Балтимор, Філадельфію та Норфолк.
8 лютого 1941-го судно реквізували для потреб Імперської армії Японії та перетворили на судно протиповітряної оборони. При цьому Садо-Мару отримало зенітне озброєння з восьми 75-мм гармат Type 88 та восьми 20-мм гармат Type 98.
Наприкінці жовтня 1941-го Садо-Мару вийшло з японського порту Уджина протягом наступного місяця здійснило кілька рейсів між китайськими портами Шанхай, Хайкоу та Самах (два останні на острові Хайнань).

## Операція у Малаї
Ще до початку війни, 4 грудня 1941-го, Садо-Мару та ще 17 суден полишили порт Самах та попрямували на південь, маючи на борту частини 25-ї армії, котрі мали висадитись на перешийку Кра, в Сінгорі, Патані (все — Сіам) та Кота-Бару (британська Малая).
6 грудня конвой розділився на чотири загони, при цьому Садо-Мару опинився серед 9 суден, котрі 7 грудня о 23:40 прибули до Сінгори (наразі Сонгкхла) в одній з найпівденніших провінцій Сіаму, неподалік від кордону британської Малаї, та безперешкодно почали вивантажувати війська.
Надалі судно відвідало південнокитайський порт Хумень (в гирлі Перлової річки), в'єтнамську бухту Камрань, 7—8 січня 1942-го нову побувало у Сінгорі, після чого повернулось до Камрані.

## Вторгнення на Суматру
9 лютого 1942-го Садо-Мару разом зі ще 7 суднами полишило Камрань, маючи на борту десант для захоплення Суматри (того ж дня з тією ж метою звідси вийшов ще один загін із 13 транспортів). 16 лютого вони прибули до Палембангу (центр нафтової промисловості на Суматрі), а вже 17 лютого Садо-Мару полишило його та вирушило до Мунтоку (західне узбережжя острова Банка). З 18 по 26 лютого судно перебувало у Мунтоку, після чого попрямувало до Сінгапуру, куди прибуло 2 березня.
Протягом наступних 5 місяців судно ще раз відвідало Сінгору, зайшло до в'єтнамського порту Кап-Сен-Жак (наразі Вунгтау), затоки Лінгаєн (західне узбережжя філіппінського острова Лусон), Такао (наразі Гаосюн на Тайвані), японських портів Уджина та Моджі, Палау (важлива японська база на заході Каролінських островів), Давао (південне узбережжя філіппінського острова Мінданао), Маніли, Мако (велика база японського ВМФ на Пескадорських островах у Тайванській протоці), Кобе, корейського порту Пусан.

## Рейси на Соломонові острови
На початку серпня 1942-го союзники почали операцію захоплення Гуадалканалу (Соломонові острови), що змусило японське командування перекидати сюди підкріплення. Ввечері 8 серпня Садо-Мару вирушило з порту Уджина та за 5 діб прибуло до Палау. Тут воно прийняло на борт війська та у складі конвою перейшло 16—20 серпня на Трук (потужна база японського ВМФ в центральній частині Каролінських островів). 24 серпня конвой рушив далі до Рабаулу (головної передової бази японців у архіпелазі Бісмарка, з якої провадились операції на Соломонових островах та сході Нової Гвінеї), куди і прибув 27 числа (при цьому частину вояків під час переходу перевели на есмінці, які дістали наказ висадити підкріплення безпосередньо на Гуадалканал).
28—29 серпня Садо-Мару, яке мало на борту батальйон 124-го піхотного полку, перейшло під охороною кількох есмінців до якірної стоянки Шортленд — прикритої групою невеликих островів Шортленд акваторії біля південного завершення острова Бугенвіль, де зазвичай відстоювались легкі бойові кораблі та перевалювались вантажі для подальшої відправки далі на схід Соломонових островів.
На початку вересня Садо-Мару повернулось у Рабаул, звідки здійснило рейс до Палау, а вже 11 вересня знову прибуло до Рабаулу. З 13 по 18 вересня судно удруге пройшло до Шортленду та назад.
22—24 вересня Садо-Мару вчергове перейшло на Палау, до кінця місяця досягло Маніли, звідки в період з 29 вересня по 1 жовтня повернулось на Палау, а 9 жовтня знову було в Рабаулі.

## Конвой до Тассафаронга
Невдовзі Садо-Мару залучили до операції з доставки підкріплень на Гадалканал (1-й штурмовий конвой до Тассафаронга, який загалом налічував 6 суден із високою, як для транспортів, швидкістю під охороною 8 есмінців). У межах підготовки Садо-Мару прибуло на Шортленд, де прийняло на борт війська — дві роти 230-го піхотного полку, частину 19-го інженерного полка, шість 75-мм гармат 10-го окремого полку гірської артилерії та медичний підрозділ 38-ї піхотної дивізії. Далі воно вийшло в море та приєдналось до кількох транспортів, що прямували з Рабаула.
У ніч проти 14 жовтня 1942-го конвой досяг Гуадалканалу, де узявся за розвантаження у Тассафаронзі. З настанням світанку розпочались нальоти американської авіації, яка у підсумку змогла пошкодити 3 судна конвою, котрі викинулись на берег (завдяки цьому їм вдалось вивантажити не лише військовослужбовців, але й танки та гармати). Садо-Мару ввечері відпливло з Гуадалканалу і 18 жовтня повернулось до Рабаулу.

## Участь у битві за Гуадалканал
На початку листопада Садо-Мару залучили до наймасштабнішої операції з доставки підкріплень на Гуадалканал. 12 листопада 1942-го судна з військами полишили Шортленд, проте невдовзі повернулись на тлі повідомлень про жорстоку битву надводних кораблів біля району висадки. У другій половині дня 13 листопада 11 транспортів, розділених на два ешелони, знову рушили з району Шортленд до Гуадалканалу. Садо-Мару належав до більш швидкого першого ешелону, котрий мав висадити доправлених вояків біля Тассафаронгу. Транспорти супроводжували 11 есмінців, а повітряне прикриття надавали літаки базової авіації та гідролітаки з бази у Шортленді.
Судна завершували прохід між островами Нова Джорджія та Санта-Ісабель і наближались до Гуадалканалу, коли невдовзі після опівдня 14 листопада внаслідок удару американської авіації два транспорти потопили, а пошкоджене Садо-Маро в супроводі есмінців «Амагірі» та «Мотідзукі» повернуло назад до Шортленду, куди прибуло 15 листопада.
18 листопада стоянка Шортленд зазнала атаки ворожої авіації, якій вдалось добити Садо-Мару — таким чином, за підсумками операції японці втратили всі 11 транспортів, хоча частину бійців і вдалось висадити на Гуадалканалі (так само загинули й обидва залучені лінійні кораблі).